# Chaplin (pel·lícula)
Chaplin és una pel·lícula britànico-estatunidenca-franco-italiana de Richard Attenborough, estrenada el 1992. Ha estat doblada al català. Es tracta, com el títol indica, d'una biografia de Charles Chaplin.

## Argument
Chaplin  és l'evocació de la vida i de l'aventura artística de Charlie Chaplin, aventura que va començar a l'edat de 5 anys, el dia en què va reemplaçar la seva mare, artista de music-hall que havia tingut una brusca crisi de nerviosisme. La història es va acabar el dia de Nadal 1977, a Vevey a Suïssa, on aquell que s'havia convertit de manera incontestable en un gegant del 7è art es va apagar, a l'edat de 88 anys.

## Repartiment
- Robert Downey Jr.: Charles Spencer Chaplin
- Anthony Hopkins: George Hayden
- Geraldine Chaplin: Hannah Chaplin
- Paul Rhys: Sydney Chaplin
- John Thaw: Fred Karno
- Moira Kelly: Hetty Kelly/Oona O'Neill Chaplin
- Dan Aykroyd: Mack Sennett
- Milla Jovovich: Mildred Harris
- Marisa Tomei: Mabel Normand
- Penelope Ann Miller: Edna Purviance
- Kevin Kline: Douglas Fairbanks
- Maria Pitillo: Mary Pickford
- Kevin Dunn: J. Edgar Hoover
- Deborah Moore: Lita Grey (Deborah Maria Moore)
- Diane Lane: Paulette Goddard
- Nancy Travis: Joan Barry
- James Woods: Joseph Scott
- David Duchovny: Roland Totheroh

## Premis i nominacions

### Premis
- 1993. BAFTA al millor actor per Robert Downey Jr.

### Nominacions
- 1993. Oscar al millor actor per Robert Downey Jr.
- 1993. Oscar a la millor banda sonora per John Barry
- 1993. Oscar a la millor direcció artística per Stuart Craig i Chris Butler
- 1993. Globus d'Or al millor actor dramàtic per Robert Downey Jr.
- 1993. Globus d'Or a la millor actriu secundària per Geraldine Chaplin
- 1993. Globus d'Or a la millor banda sonora original per John Barry
- 1993. BAFTA al millor vestuari per John Mollo i Ellen Mirojnick
- 1993. BAFTA al millor maquillatge per Wally Schneiderman, Jill Rockow i John Caglione Jr.
- 1993. BAFTA al millor disseny de producció per Stuart Craig